# إليزابيث مريما
إليزابيث ماروما مريما هي محامية وناشطة تنزانية في مجال التنوع البيولوجي، تعيش حاليًا في مونتريال في كندا ، وعُينت سكرتيرة تنفيذية لاتفاقية الأمم المتحدة للتنوع البيولوجي (CBD) في عام 2020. تعتبر أول امرأة أفريقية تتولى هذا الدور. شغلت سابقًا العديد من المناصب القيادية في برنامج الأمم المتحدة للبيئة.

## تعليم
حصلت مريما على بكالوريوس في القانون من جامعة دار السلام التنزانية، ثم درجة الماجستير في القانون من جامعة دالهاوسي في هاليفاكس، كندا، ودبلوم دراسات عليا في العلاقات الدولية والدبلوماسية من مركز العلاقات الخارجية والدبلوماسية في دار السلام ، تنزانيا.